# Adrian Pennock
Adrian Barry Pennock (Ipswich, 27 marzo 1971) è un allenatore di calcio ed ex calciatore inglese, di ruolo difensore.

## Carriera

### Club
Pennock cominciò la carriera con la maglia del Norwich City. Nel 1991, passò in prestito ai norvegesi del Molde, per cui debuttò nell'Eliteserien in data 9 giugno, nella sconfitta casalinga per 0-7 contro lo Strømsgodset. Il 6 ottobre realizzò la prima rete nella massima divisione norvegese, contribuendo alla vittoria per 3-0 sul Kongsvinger.
Terminata questa esperienza, fece ritorno al Norwich City. Vestì poi le casacche di Bournemouth e Gillingham, prima di giocare per Gravesend & Northfleet e Welling United, di cui in seguito fu allenatore.

## Palmarès

### Allenatore

#### Competizioni nazionali
- Brunei Super League: 1

DPMM: 2019
- Singapore Premier League: 1

DPMM: 2019